# 根恩伍德公園 (加利福尼亞州)
根恩伍德公園（英語：Guernewood Park）是位於美國加利福尼亞州索諾馬縣的一個非建制地區。該地的面積和人口皆未知。

## 地理
根恩伍德公園的座標為38°29′49″N 123°00′45″W / 38.49694°N 123.01250°W，而該地的平均海拔高度為18米（即59英尺）。